# Золотий вік української естради
«Золотий вік української естради (1960—1980-ті роки)» — тритомне друковане видання обсягом понад 1200 сторінок, побачило світ 2016 року в чернівецькому видавництві «Букрек». Автор тритомника Михайло Маслій.

## Вміст
Видання є антологією українських естрадних хітів 1960–1980-х років. Видання містить інформацію про поетів, композиторів і виконавців, які зробили вагомий внесок у розвиток української пісенної культури. Робота над виданням тривала понад 12 років, і воно є унікальним як за змістом, так і за емоційним наповненням. До книги увійшли спогади, події та історії, пов'язані з видатними постатями української естради. Видання містить творчі біографії 216 артистів, музикантів і композиторів, які нині мешкають у 19 країнах світу.

## Вихідні дані
- Маслій, Михайло М. Золотий вік української естради (1960-1980-ті роки) [Текст]: [у 3 кн.] / Михайло Маслій. — Чернівці: Букрек, 2016. — (Зі скарбівні Еспресо). Кн. 1. — 2016. — 400 с. : фот. — 1000 прим. — ISBN 978-966-399-761-2
- Маслій, Михайло М. Золотий вік української естради (1960-1980-ті роки) [Текст]: [у 3 кн.] / Михайло Маслій. — Чернівці: Букрек, 2016. — (Зі скарбівні Еспресо). Кн. 2. — 2016. — 416 с. : фот. — 1000 прим. — ISBN 978-966-399-766-7
- Маслій, Михайло М. Золотий вік української естради (1960-1980-ті роки) [Текст]: [у 3 кн.] / Михайло Маслій. — Чернівці: Букрек, 2016. — (Зі скарбівні Еспресо). Кн. 3. — 2016. — 400 с. : фот. — 1000 прим. — ISBN 978-966-399-774-2

## Цікава інформація
Видання, подароване Президенту України П. О. Порошенку від телеканалу Еспресо TV, зберігається у Фонді Президентів України Національної бібліотеки України імені В. І. Вернадського.

## Відзнаки
- Спеціальна відзнака президента ГО «Форум видавців» Олександри Коваль (2017).[3]